# Carlipa
Carlipa – miejscowość i gmina we Francji, w regionie Oksytania, w departamencie Aude.
Według danych na rok 1990 gminę zamieszkiwało 216 osób, a gęstość zaludnienia wynosiła 41 osób/km² (wśród 1545 gmin Langwedocji-Roussillon Carlipa plasuje się na 696. miejscu pod względem liczby ludności, natomiast pod względem powierzchni na miejscu 999.).